# Lista de deputados estaduais da Bahia da 8.ª legislatura
Esta é a lista de deputados estaduais da Bahia para a legislatura 1975–1979.

## Composição das bancadas
| Partido | Líder      | Bancada | Posição  |
| ------- | ---------- | ------- | -------- |
| ARENA   | Jairo Azi  | 41 / 50 | Governo  |
| MDB     | Roque Aras | 9 / 50  | Oposição |

## Deputados Estaduais
Das cinquenta vagas em disputa, o placar foi de quarenta e um para a ARENA e nove para o MDB, segundo dados da Assembleia Legislativa da Bahia e do Tribunal Superior Eleitoral.
| Número | Deputados estaduais eleitos | Partido | Votação | Percentual | Cidade onde nasceu     | Unidade federativa |
| 11169  | Renan Baleeiro              | ARENA   | 31.492  |            | Salvador               | Bahia              |
| 11258  | Cristóvão Ferreira          | ARENA   | 31.310  |            | Salvador               | Bahia              |
| 11883  | Carlos Sant'Anna            | ARENA   | 28.846  |            | Salvador               | Bahia              |
| 11593  | Fernando Daltro             | ARENA   | 25.145  |            | Jacobina               | Bahia              |
| 11825  | Eujácio Simões Viana        | ARENA   | 22.764  |            | Itororó                | Bahia              |
| 11702  | Barbosa Romeu               | ARENA   | 22.572  |            | Salvador               | Bahia              |
| 11892  | Vilobaldo Freitas           | ARENA   | 21.832  |            | Caetité                | Bahia              |
| 11294  | Miguel Coutinho             | ARENA   | 21.347  |            | Ibirapitanga           | Bahia              |
| 11224  | Jairo Azi                   | ARENA   | 20.271  |            | Lamarão                | Bahia              |
| 11454  | Rodolfo de Queiroz          | ARENA   | 19.950  |            | Pilão Arcado           | Bahia              |
| 11806  | Firmo Pinheiro              | ARENA   | 19.811  |            | Salvador               | Bahia              |
| 11159  | Clemenceau Teixeira         | ARENA   | 19.169  |            | Salvador               | Bahia              |
| 11740  | Márcio Cardoso              | ARENA   | 18.659  |            | Felisburgo             | Minas Gerais       |
| 11308  | Moura Costa                 | ARENA   | 18.308  |            | Salvador               | Bahia              |
| 11524  | Orlando Spínola             | ARENA   | 17.873  |            | Salvador               | Bahia              |
| 11624  | Epaminondas Rocha           | ARENA   | 17.822  |            | Ibipeba                | Bahia              |
| 11126  | Plínio Carneiro             | ARENA   | 17.771  |            | Serrinha               | Bahia              |
| 11575  | Honorato Viana              | ARENA   | 17.139  |            | Casa Nova              | Bahia              |
| 11888  | José Lourenço               | ARENA   | 16.621  |            | Porto                  | Portugal           |
| 11734  | Augusto Matias              | ARENA   | 16.530  |            | São Félix              | Bahia              |
| 11447  | Hélio Correia               | ARENA   | 16.403  |            | Macarani               | Bahia              |
| 11425  | Ernani Rocha                | ARENA   | 16.335  |            | Teixeira               | Paraíba            |
| 11327  | Carlos Facó                 | ARENA   | 16.215  |            | Beberibe               | Ceará              |
| 11273  | Ana Oliveira                | ARENA   | 15.517  |            | Serrinha               | Bahia              |
| 11128  | Rocha Pires                 | ARENA   | 15.294  |            | Jacobina               | Bahia              |
| 11505  | Stoessel Dourado            | ARENA   | 15.113  |            | Paripiranga            | Bahia              |
| 11315  | Cleraldo Rezende            | ARENA   | 14.158  |            | Ipiaú                  | Bahia              |
| 15540  | Elquisson Soares            | MDB     | 14.114  |            | Anagé                  | Bahia              |
| 11716  | Edivaldo Lopes              | ARENA   | 13.849  |            | Morro do Chapéu        | Bahia              |
| 11348  | Waldomiro Borges            | ARENA   | 13.792  |            | Jequié                 | Bahia              |
| 11443  | Bião de Cerqueira           | ARENA   | 13.790  |            | São Francisco do Conde | Bahia              |
| 11285  | Raulino de Queiroz          | ARENA   | 13.706  |            | Palmeiras              | Bahia              |
| 11470  | Carlos Araújo               | ARENA   | 13.622  |            | Conceição do Coité     | Bahia              |
| 11772  | Áureo Filho                 | ARENA   | 13.613  |            | Feira de Santana       | Bahia              |
| v946   | Luiz Athayde                | ARENA   | 13.545  |            | Salvador               | Bahia              |
| 11265  | Murilo Cavalcanti           | ARENA   | 13.406  |            | Rio das Pedras         | São Paulo          |
| 11108  | Paulo Nunes                 | ARENA   | 13.348  |            | Frei Paulo             | Sergipe            |
| 11908  | Manoelito Teixeira          | ARENA   | 13.267  |            | Candeias               | Bahia              |
| 11281  | Dilson Nogueira             | ARENA   | 13.175  |            | Xique-Xique            | Bahia              |
| 11620  | Jairo Sento Sé              | ARENA   | 12.521  |            | Juazeiro               | Bahia              |
| 15347  | Roque Aras                  | MDB     | 12.476  |            | Monte Santo            | Bahia              |
| 15788  | Abelardo Veloso             | MDB     | 12.453  |            | Salvador               | Bahia              |
| 15815  | Arquimedes Franco           | MDB     | 11.821  |            | Salvador               | Bahia              |
| 11162  | Accioly Vieira              | ARENA   | 11.789  |            | Cícero Dantas          | Bahia              |
| 15720  | Guttemberg Amazonas         | MDB     | 11.769  |            | Itabuna                | Bahia              |
| 11939  | Sacramento Neto             | ARENA   | 11.343  |            | Ruy Barbosa            | Bahia              |
| 15981  | Clodoaldo Campos            | MDB     | 10.395  |            | Irará                  | Bahia              |
| 15380  | Aristeu Almeida             | MDB     | 10.013  |            | Santo Antônio de Jesus | Bahia              |
| 15338  | Daniel Gomes                | MDB     | 9.463   |            | Itabuna                | Bahia              |
| 15742  | Lourival Evangelista        | MDB     | 8.437   |            | Salvador               | Bahia              |